# Bang Dae-Du
Bang Dae-Du, född den 14 oktober 1954 i Gyeongsan, Sydkorea, är en sydkoreansk brottare som tog OS-brons i flugviktsbrottning i den grekisk-romerska klassen 1984 i Los Angeles.